# Српска књижевна задруга
Српска књижевна задруга је основана 1892. године као друштво које својим радом, а нарочито издавањем одабраних дела из области културног стваралаштва, доприноси ширењу опште просвећености и културе народа, самостална је организација којом управљају њени чланови.

## Историја
До оснивања Српске књижевне задруге је дошло 16/29. априла 1892. године у згради Српске краљевске академије, која је тада била смештена у Бранковој улици бр. 15. За првог председника је изабран председник Државног савета академик Стојан Новаковић, за потпредседника песник и лекар Јован Јовановић Змај, за секретара академик и историчар Љубомир Јовановић, док су међу оснивачима били академик и филолог Љубомир Стојановић, академик и историчар Љубомир Ковачевић, ректор Велике школе академик Светислав Вуловић и лекар Милан Јовановић Батут. Тада је представљен и знак (амблем) Задруге, који је осмислио Јован Јовановић Змај.
Прва Скупштина СКЗ је одржана 9/22. маја 1893. године.
Прва књига коју је Задруга објавила била је „Живот и прикљученија” Доситеја Обрадовића.

## Коло
Коло представља најстарију живу библиотеку у српској књижевности. Сваке године, Задруга објави неколико књига у оквиру годишњег броја кола. У току и непосредно након Првог светског рата, тачније од 1914. до 1920. године, СКЗ није издала нити једну књигу. За време Другог светског рата, на инсистирање Комесарске управе су штампана два Кола са укупно 12 наслова, али су иста избрисана из Задругине библиографије све до 28. априла 2004. године, када их је Скупштина СКЗ поново уврстила у своју библиографију.
До 2023. године је изашло 114 Кола Српске књижевне задруге, која су укључила више од 700 књига.
У првом броју Кола које је изашло на јесен 1892. године у 5.000 комплета, објављене су књиге:
- „Живот и прикљученија” Доситеј Обрадовић (прва књига)
- „С мора и са сува” Милан Јовановић
- „Даворје” Јован Стерија Поповић
- „Бакоња фра Брне” Симо Матавуљ
- „Драматски списи” Коста Трифковић
- „Истинска служба” Игњат Николајевич Потапенко
- „Историја српскога народа” Љубомир Ковачевић и Љубомир Јовановић[3]

У другом броју Кола 1893. године, изашле су књиге:
- „Живот и прикљученија” Доситеј Обрадовић (друга књига)
- „Мемоари” Проте Матије Ненадовића
- „Два идола” Богобоја Атанацковића
- „Камено доба” Јована Жујовића
- „Прве жртве” Андре Гавриловића
- „Из природе” Јосифа Панчића
- „С францускога Парнаса” (избор из француске поезије XIX века).

## Председници
- Стојан Новаковић (1892—1895)
- Љубомир Ковачевић (1895—1898)
- Пера Ђорђевић (1898—1902)
- Љубомир Стојановић (1902—1904)
- Љубомир Јовановић(1904—1906)
- Доброслав Ружић (1906—1908)
- Стојан Новаковић (1908—1915)
- Срета Стојковић (1920—1928)
- Павле Поповић (1928—1937)
- Марко Цар (1937—1941)
- Тихомир Ђорђевић (1941—1942)
- Вељко Петровић (1945—1952)
- Милош Н. Ђурић (1952—1957)
- Војислав Ђурић (1957—1961)
- Милан Ђоковић (1961—1962)
- Светислав Ђурић (1962—1966)
- Милан Ђоковић (1966—1969)
- Добрица Ћосић (1969—1972)
- Ристо Тошовић (1973—1986)
- Радован Самарџић (1988—1994)
- Бранко В. Радичевић (1995—1997)
- Новица Петковић (1997—1999)
- Милисав Савић (2000—2001)
- Славенко Терзић (2001—2005)
- Слободан Ракитић (2005—2013)
- Милован Данојлић (2013—2022)
- Мило Ломпар (2022—)